# Hinnøya
La isla de Hinnøya es una isla costera de Noruega localizada en la costa atlántica de Nord-Norge. Es la mayor isla continental del país (varias de las islas del archipiélago ártico de las Svalbard son más grandes) con una superficie de 2.204,7 km². Tiene una población de 31.851 habitantes (2006). La parte occidental de Hinnøya pertenece al distrito de Vesterålen, y el extremo suroeste al distrito de Lofoten. El mayor asentamiento en la isla es la ciudad de Harstad. Hay algunos pueblos dispersos por la isla, entre ellos Borkenes, Lødingen, Sigerfjord y Sørvik.

## Geografía

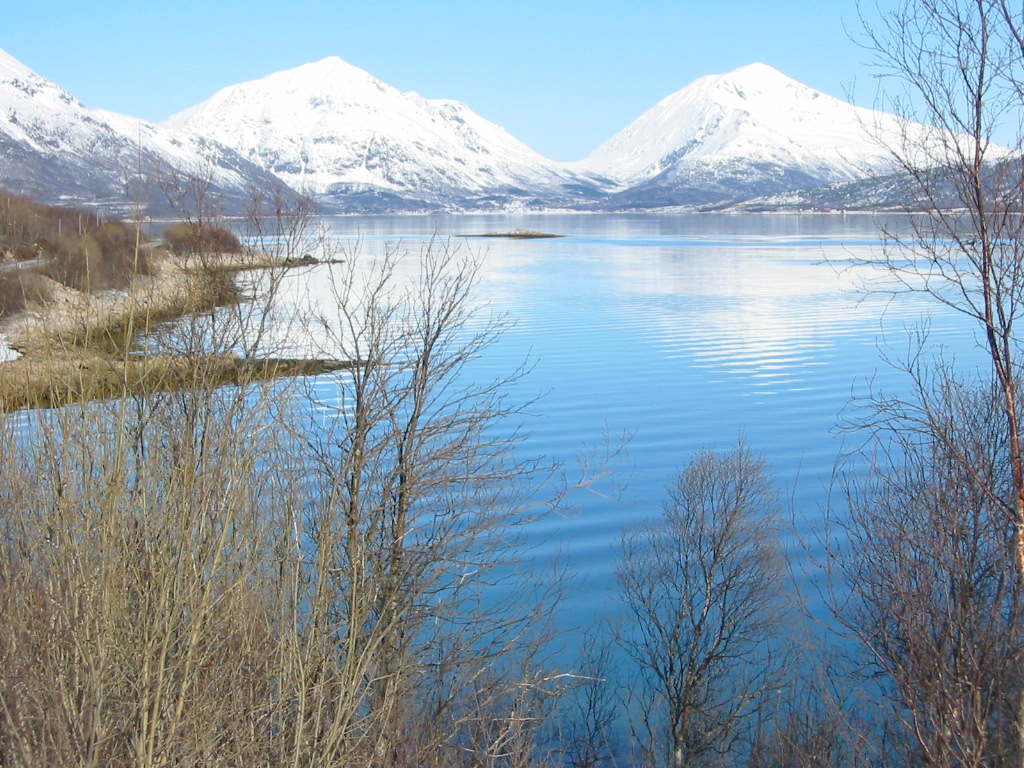
Parte sureste de Hinnøya, al norte de Lødingen (9 de abril de 2006).

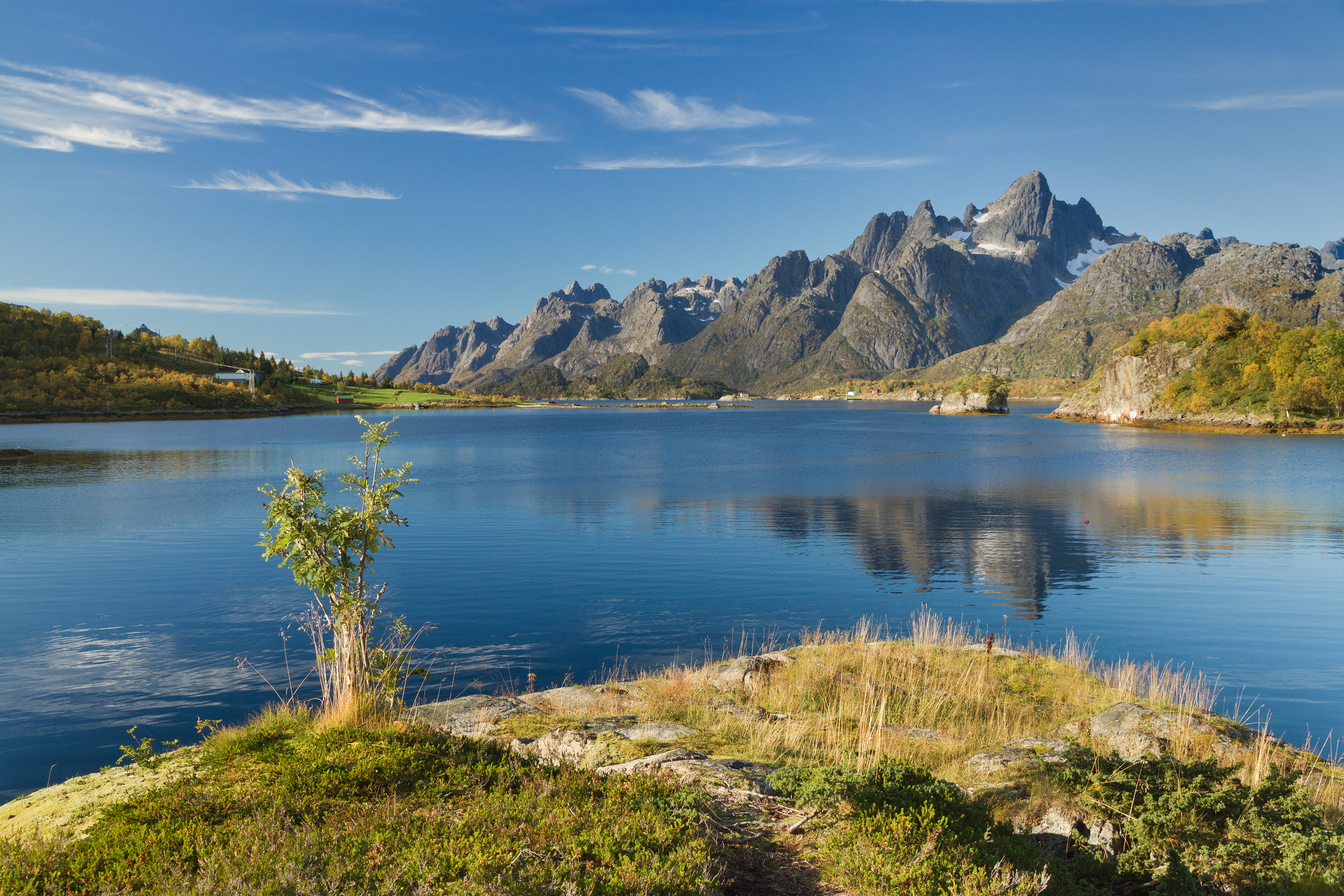
Vista en Otoño en Raftsundet y las montañas de Austvågøya sobre Tennfjorden, Hinnøya.

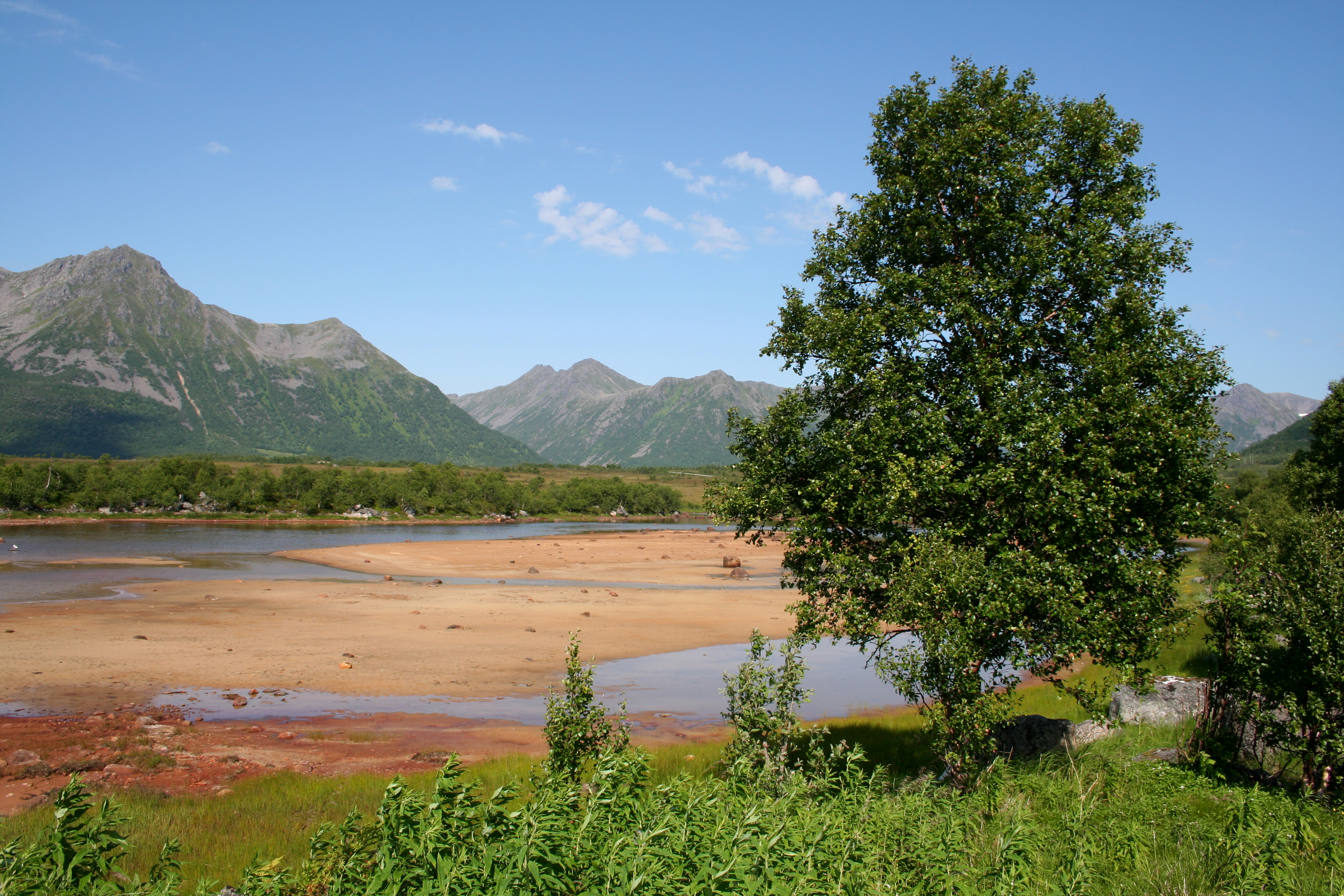
Valle Forfjord, reserva natural con el árbol más antiguo de Noruega.

Geográficamente la isla está dividida entre la provincia de  Troms (municipios de Harstad y Kvæfjord) y Nordland (Andøy, Hadsel, Lødingen, Sortland, Tjeldsund y Vågan). Hinnøya está seccionada por varios fiordos y tiene, en su mayoría, un terreno accidentado y montañoso, especialmente la parte sur, donde se encuentra el Parque Nacional Møysalen, y que incluye la montaña más alta de la isla, Møysalen (1 262 m). La mejor zona agrícola se encuentra en el noreste, en los municipios de Harstad y Kvæfjord. Hinnøya está conectada al continente por el puente de Tjeldsund a través del Tjeldsundet. Hacia el oeste está conectado con Langøya por el puente de Sortland, y al norte a Andøya por el puente de Andøy. 
Lofast, que conecta Lofoten con la parte continental sin necesidad de transbordadores, se inauguró oficialmente el 1 de diciembre de 2007. La carretera es  designada como E10 y discurre muy cerca del Parque Nacional Møysalen. En la parte noroeste en Sortland y Andøy está la reserva natural Forfjord, un valle con bosques, ciénagas y el pino más antiguo de Noruega, con 700 años de antigüedad.